# Nelson Gonçalves
Nelson Gonçalves, nom de scène d'Antônio Gonçalves Sobral, né le 21 juin 1919 à Sant'Ana do Livramento et mort le 18 avril 1998 à Rio de Janeiro, est un chanteur et compositeur brésilien. Il est le deuxième plus gros vendeur de disques de l'histoire du Brésil, avec plus de 79 millions d'exemplaires vendus en mars 1998, derrière Roberto Carlos, avec plus de 120 millions.

## Biographie

### Enfance, premiers emplois et débuts dans la musique
Antônio Gonçalves Sobral naît le 21 juin 1919 à Sant'Ana do Livramento,.
Il est le fils de deux immigrants portugais : Manoel Gonçalvez Sobral (né à Trás-os-Montes et arrivé au Brésil en 1902, âgé de 12 ans) et Libânia de Jesus (née à Viseu et arrivée au Brésil en 1911, âgée de 17 ans) . Tous deux ont d'abord vécu à Rio de Janeiro, où ils se sont rencontrés, se sont mariés et ont eu leur premier fils, Joaquim. Travaillant dans le secteur textile, ils décident de migrer vers la région Sud en 1918, à la recherche de meilleures opportunités, et s'installent à Sant'Ana do Livramento, dans le Rio Grande do Sul, où Nelson naît le 25 juin 1919.
En 1926, il s'installe avec ses parents à São Paulo, plus précisément dans une maison achetée dans la rue Almirante Barroso dans le quartier de Brás  (une autre source dit qu'elle est louée.).
Il est inscrit au lycée Eduardo Prado, qui propose un équilibre entre les matières traditionnelles et la vie à la campagne. Nelson y est malmené par ses camarades de classe et frappé par son professeur en raison de ses difficultés à s'exprimer. Lors d'une de ces punitions, il cède à sa colère et jette un encrier sur l'enseignant, ce qui provoque son renvoi.
À cette époque, il commence à aider son père à subvenir aux besoins du ménage, en l'accompagnant sur les places et dans les foires où, tandis que son père joue du violon, Nelson chante, plaisant aux passants et gagnant des pourboires. Pour subvenir aux besoins de la famille, son père vend également des fruits au marché et travaille comme maçon.
À un moment donné, son père quitte son travail de confection de tissus pour sa femme et se lance dans la musique, chantant des fados dans les salons de coiffure et les bars. L'argent qu'il gagne, il le dépense en beuveries avec ses copains. Nelson l'accompagne parfois au chant et Manoel fait même semblant d'être aveugle pour émouvoir les passants.
Pour aider à subvenir aux besoins du ménage, Nelson travaille également comme livreur de journaux, mécanicien, cireur de chaussures, polisseur et sabotier (il  exerce ce dernier métier pendant deux ans). Voulant gagner plus d'argent et exercer une profession, il participe à des compétitions de boxe et gagne, devenant boxeur dans la catégorie des poids moyens et recevant le titre de champion de combat de São Paulo à l'âge de 16 ans. Après avoir remporté le prix, il ne combat qu'une année de plus, car il souhaite s'investir dans son rêve d'enfant : devenir artiste.

### Carrière musicale

#### Premier emploi à São Paulo

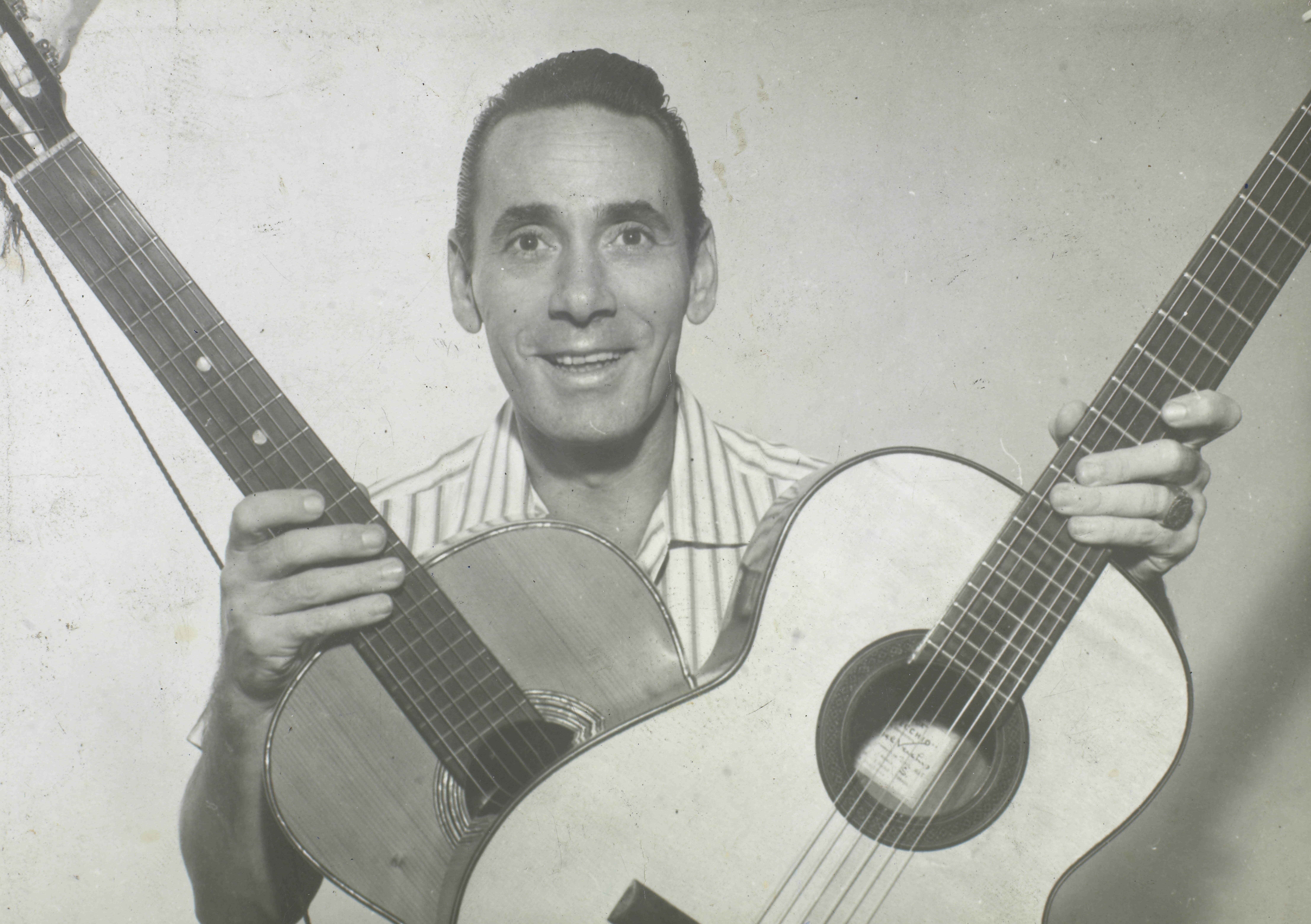
Nelson Gonçalves en 1960.

Sa carrière musicale commence à prendre forme avec des concerts aux côtés de son père, et prend de l'ampleur lorsque son frère aîné ouvre un bar/restaurant à l'angle de l'Avenida São João et de l'Alameda Nothman, où se produit la famille Gonçalves et d'autres représentants de la musique portugaise au Brésil.
Bien que surnommé Metralha en raison de son bégaiement, il prend son courage à deux mains, ne se laisse pas abattre par les préjugés et décide de devenir chanteur après avoir quitté le ring. Dans l'un de ses premiers groupes, il a Joaquim Silva Torres comme batteur. Il échoue deux fois au programme de première année d'Aurélio Campos. Il est finalement embauché à la station de radio PRA-5, mais est licencié peu de temps après et travaille comme maçon.
Par l'intermédiaire de la famille d'Elvira, sa première épouse, il est présenté à la chanteuse Sônia Carvalho, qui lui suggère le nom de scène de Nelson Gonçalves et lui donne une lettre de recommandation pour la Rádio São Paulo. Nelson y passe un test avec le chef d'orchestre Gabriel Migliori et obtient un contrat de 300 000 réis par mois.
Il se retrouve au chômage après la naissance de ses enfants et, après quelques jours de recherche, il commence à travailler comme serveur dans le pub de son frère, où il gagne 65 000 reals par mois. Selon une autre source, il y travaille en même temps qu'à Radio São Paulo, à l'invitation de son frère. Le fait est que Nelson perd son emploi à la station de radio lorsque la Seconde Guerre mondiale éclate - les dirigeants licencient tous les artistes en raison de l'incertitude qui règne quant à l'avenir.

#### Déménagement à Rio et premiers enregistrements
En 1941, à la recherche d'une vie meilleure, il part avec sa femme et ses enfants pour Rio de Janeiro, où il suit à nouveau la voie des programmes naissants, apparaissant sur plusieurs stations. Il échoue à nouveau pour la plupart d'entre eux, y compris Ary Barroso, qui lui conseille d'abandonner et de retourner sur le ring. Même s'il est déçu, il n'allait pas renoncer à son rêve de devenir chanteur. Nelson dort parfois sur les rochers du brise-lames de Praia do Flamengo, faute d'argent. Deux semaines plus tard, il décide de retourner à São Paulo.
Il retourne travailler dans le bar de son frère et tente sa chance en chantant dans d'autres boîtes de nuit et clubs du quartier. Un jour, les compositeurs Orlando Monello et Osvaldo França lui offrent deux de leurs compositions (Se Eu Pudesse um Dia et Os Anos Carregam) pour qu'il enregistre un acétate sur Rádio Record qui sera offert à Vicente Caccere, propriétaire d'un magasin de disques RCA Victor à São Paulo. S'il aime l'œuvre, il recommanderait Nelson à la maison de disques et achèterait 500 copies pour son magasin - ce qui se produit.
Pendant son temps libre, il commence à chanter seul dans des pubs et reçoit des pourboires. Il tente à nouveau de participer aux programmes de première année et est finalement accepté. On lui demande d'enregistrer un disque 78 tours, qui est bien accueilli par le public.
Nelson retourne à Rio pour parler à RCA Victor. Son bégaiement fait mauvaise impression, mais Benedito Lacerda lui prépare un test et est très impressionné par la performance du jeune homme. Nelson entre donc en studio le 4 août 1941 pour enregistrer ses deux premiers albums : Se Eu Pudesse um Dia / Sinto Bem et Formosa Mulher / A Mulher dos Meus Sonhos. Le mois suivant, par l'intermédiaire de Carlos Galhardo, Nelson est engagé par Rádio Mayrink Veiga pour 600 000 réis plus 100 réis par disque vendu, entamant une carrière d'idole de la radio dans les années 1940 et 1950, à l'école des grands, disciple d'Orlando Silva et de Francisco Alves.
Acclamé par la critique, Nelson sort deux autres disques en 1941 : Quem Fala É o Coração / Fingiu que Não Me Viu et Podia Ser Pior / Baianinha. En décembre, il emmène ses parents, sa femme et sa fille vivre avec lui à Rio dans une maison partagée avec un couple de la Rua Pedro Américo. Ses parents retournent à São Paulo avec leur fille Marilene et le 17 février 1942 naît le deuxième fils de Nelson : Nélson Antonio Gonçalves. Plus tard, la famille déménage dans une autre maison partagée : une maison de ville dans la rue Paissandu, où Nelson occupe le dernier étage.

#### Succès

Wilson Batista, Nelson Gonçalves, César Ladeira et Jorge de Castro.

Le chanteur s'impose comme un nom à succès de la musique brésilienne et est sollicité dans les boîtes de nuit, les stations de radio et lors de tournées. En 1942, il enregistre vingt chansons sur dix disques.
Parmi ses grands succès des années 1940 figurent Maria Bethânia (Capiba), Normalista (Benedito Lacerda / Davi Nasser), Caminhemos (Herivelto Martins), Renúncia (Roberto Martins / Mário Rossi) et bien d'autres encore. Parmi les plus grands succès des années 1950 figurent "Última Seresta" (Adelino Moreira / Sebastião Santana), "Meu Vício É Você" et l'emblématique "A Volta do Boêmio" (tous deux d'Adelino Moreira).
Il est crooner au Copacabana Casino (au Copacabana Palace). Ce travail lui vaut 9 contos de réis, ce qui lui permet de déménager à la Rua Gustavo Sampaio, à Leme.
En 1952, il entame une collaboration fructueuse avec Adelino Moreira. En 1955, Ademar de Barros, alors interventor et gouverneur de São Paulo, qui envisage de se présenter aux élections présidentielles contre Juscelino Kubitschek, demande à Nelson d'enregistrer une chanson intitulée Esperança do Brasil. Nelson accepte, mais ne veut pas que son nom apparaisse. La chanson est donc créditée à Quincas Gonçalves, le nom de son frère.
Dans les années 1950, outre des spectacles dans tout le Brésil, il se produit dans des pays tels que l'Uruguay, l'Argentine et les États-Unis au Radio City Music Hall. Après cette dernière prestation, Frank Sinatra déclare : « Votre voix est l'une des meilleures que j'aie jamais entendues »,.
Dans son livre Eu Não Sou Cachorro Não, consacré à la signification de la musique brega au Brésil, Paulo César de Araújo raconte un épisode de 1966 au cours duquel Nelson, qui jouait déjà de la musique depuis plus de 25 ans, a été rejeté par le Musée de l'image et du son de Rio de Janeiro, qui enregistrait des interviews d'artistes de musique populaire, en se concentrant sur les « personnages de la vieille école liés à la "tradition" : João da Baiana, Donga, Pixinguinha, Heitor dos Prazeres, Ataulfo Alves », tout en faisant appel au jeune Chico Buarque, alors âgé de 22 ans. « (...) ils ont jugé que la production musicale du chanteur [Nelson Gonçalves] ne justifiait pas l'enregistrement de son témoignage dans cette institution ». Blessé, des années plus tard, lorsque MIS a voulu l'entendre, Nelson a refusé de faire une déclaration.
« Este episódio envolvendo Nelson Gonçalves e o MIS é mais um exemplo da dificuldade que um artista popular não totalmente identificado à “tradição” ou à “modernidade” encontra para ser “enquadrado” na memória da música popular brasileira. Afinal, o intérprete de A volta do boêmio nunca esteve identificado à “modernidade”, pois, ao contrário de artistas como Dick Farney e Johnny Alf, ele nunca revelou influências do jazz; como também nunca esteve totalmente identificado à “tradição”, visto que os seus sambas-canções, em grande parte de autoria do compositor Adelino Moreira, eram considerados abolerados, descaracterizados ou simplesmente de mau gosto. »
— Segundo Araújo, 2002. 
        
« Cet épisode de Nelson Gonçalves et du MIS est un nouvel exemple de la difficulté pour un artiste populaire qui n'est pas totalement identifié à la "tradition" ou à la "modernité" d'être "encadré" dans la mémoire de la musique populaire brésilienne. En effet, l'interprète de A volta do boêmio n'a jamais été identifié à la "modernité" car, contrairement à des artistes comme Dick Farney ou Johnny Alf, il n'a jamais révélé d'influences jazz ; il n'a pas non plus été totalement identifié à la "tradition", car ses chansons sambas, écrites pour la plupart par le compositeur Adelino Moreira, ont été considérées comme abolies, non caractérisées ou tout simplement de mauvais goût. »

#### Période post-dépendance
Même après ses problèmes de drogue, il continue à enregistrer régulièrement dans les années 70, 80 et 90, réaffirmant sa position comme l'un des plus grands vendeurs d'albums du pays. Outre les éternels vieux succès, Nélson Gonçalves garde toujours un œil sur les nouveaux compositeurs et enregistre même des chansons de Ângela Rô Rô (Simples Carinho), Kid Abelha (Nada por Mim), Legião Urbana (Ainda É Cedo) et Lulu Santos (Como uma Onda). Il enregistre A Deusa do Amor, qui figure sur l'album Nós, en partenariat avec Lobão, en 1987, et interprète la chanson avec lui au Globo de Ouro en 1988. Il fait également un duo en 1987 avec Chico Buarque sur la chanson Valsinha (composée par Vinicius de Moraes et Chico Buarque).
Gagnant d'un RCA Nipper Award, décerné à ceux qui restent longtemps avec le label, seul Elvis Presley en étant l'autre récipiendaire. Au cours de sa carrière, il enregistre plus de 2 000 chansons, 183 disques 78 tours, 128 albums, vendu environ 75 millions de disques, remporté 38 disques d'or et 20 disques de platine.

### Vie personnelle

#### Mariage et autres relations
En 1939, à l'âge de 20 ans (une autre source dit qu'il a 19 ans), il épouse sa fiancée, Elvira Molla, une ouvrière de São Paulo d'origine italienne,. Il a deux enfants avec elle : Marilene Molla Gonçalves et Nelson Antônio Molla Gonçalves. À la fin des années 1940, son mariage est ébranlé et elle déménage à São Paulo. Seul à Rio, Nelson commence à suivre les malandros de Lapa et rencontre Vera Alves Guimarães (connue sous le nom de Betty White), une chanteuse qui se sent sans contrepartie et finit par se suicider le 15 avril 1946.
En 1952, il rencontre la chanteuse Lourdinha Bittencourt, avec laquelle il entretient une relation trouble qui prend fin en 1959 en raison de son addiction.

#### Dépendance à la cocaïne
Nelson essaye la cocaïne en 1956, au retour d'une tournée dans le Minas Gerais qui le laisse épuisé. Une connaissance lui offre la drogue et Nelson s'abandonne à la sensation euphorique provoquée par la poudre. De 1958 à 1966, sa vie se dégrade. Lourdinha le quitte et le chanteur entend des commentaires moqueurs lors de ses représentations. La presse à scandale, qui découvre son addiction grâce à Lourdinha, exploite à fond le malheur du chanteur, qui jette de l'huile sur le feu le jour où il agresse l'une de ses amantes, la danseuse Nanci Montez.
En 1964, il s'installe à São Paulo avec sa nouvelle compagne Maria Luísa et leurs fils Ricardo et Jaime. Il y est arrêté sur le fait le 8 mai 1966 (lors de son arrestation, il est agressé verbalement et physiquement par les policiers, qui vandalisent également sa maison, brisant plusieurs objets), pour possession de drogue, et passe un mois à la Maison d'arrêt, ce qui lui cause des problèmes personnels et professionnels. Pendant toute cette période, sa femme lui rend visite en prison et rassemble ses économies et celles de son mari, ce qui permet de payer son traitement et son avocat. 
Après cette période, il est jugé et prouve son innocence - selon lui, un dealer auprès duquel il avait cessé de s'approvisionner l'avait dénoncé en représailles, informant la police que Nelson conservait chez lui 1 kg de cocaïne à des fins de trafic.
Après sa sortie de prison, il s'inscrit dans une maison de soins et doit pendant quatre mois être sevré à la maison, isolé dans sa chambre. Il   arrête la cocaïne, mais pas les cigarettes, ce qui probablement affecte son système respiratoire et lui cause deux crises cardiaques, dont la dernière est définitive.
En 1973, il réussit à se défaire définitivement de sa dépendance, toujours avec le soutien de sa femme et de ses enfants. Complètement rétabli, il reprend une carrière de plus en plus fructueuse.

### Mort
Il meurt le 18 avril 1998 d'un infarctus aigu du myocarde, dans l'appartement de sa fille Marilene à Rio de Janeiro, alors qu'il lui rendait visite,. Il est inhumé au cimetière São João Batista, dans la capitale Rio de Janeiro.

## Postérité
À l'occasion de son centenaire en 2019, la Poste a lancé un timbre en son honneur. La mairie de Resende, par l'intermédiaire de la fondation de la maison de la culture Macedo Miranda, lui a rendu hommage avec le projet "Arte na Capa", au musée de l'image et du son de la ville, et avec le concert Nelson Gonçalves 100 Anos, sur la place Centenário,. La Chambre des députés a tenu une séance solennelle pour marquer cette date. On se souvient également de lui avec la comédie musicale Nelson Gonçalves, o Amor e o Tempo, au théâtre Clara Nunes,. 35 disques de Nelson Gonçalves ont été mis à disposition en streaming par Sony Music Brasil,.

## Comédies musicales et documentaire
La vie de Nélson Gonçalves a été mise en scène dans les œuvres suivantes :
- Dans les années 1990, la comédie musicale Metralha a été jouée dans les principales capitales du pays[52].
- En 2001 est sorti le documentaire Nélson Gonçalves, qui raconte son histoire, réalisé par Elizeu Ewald et interprété par Alexandre Borges et Júlia Lemmertz, avec sa fille Margareth Gonçalves en tant que productrice exécutive[52].
- Nelson Gonçalves, o Amor e o Tempo, une comédie musicale dont la première a lieu en juin 2019, avec un texte de Gabriel Chalita, une mise en scène de Tânia Nardini, une direction musicale de Tony Lucchesi, une scénographie de Doris Rollemberg et des costumes de Fause Haten. Guilherme Logullo et Jullie ont joué Nelson.

## Discographie
Il est le deuxième plus gros vendeur de disques de l'histoire du Brésil, avec plus de 79 millions d'exemplaires vendus en mars 1998, derrière Roberto Carlos, avec plus de 120 millions. Il est également l'artiste qui est resté le plus longtemps dans la même maison de disques : 59 ans chez RCA Victor/BMG Brasil. Son plus grand succès est la chanson A Volta do Boêmio (composée par Adelino Moreira ), suivie de Naquela Mesa (composée par Sérgio Bittencourt ), qui a atteint la première place en Belgique.